# Crozon
Crozon (en bretó Kraozon) és un municipi francès, situat a la regió de Bretanya, al departament de Finisterre. L'any 2006 tenia 7.684 habitants. A l'inici del curs 2007 el 4,1% dels alumnes del municipi eren matriculats a la primària bilingüe. El consell municipal ha aprovat la carta Ya d'ar brezhoneg.

## Demografia
| 1962                                       | 1968  | 1975  | 1982  | 1990  | 1999  |
| ------------------------------------------ | ----- | ----- | ----- | ----- | ----- |
| 6.741                                      | 6.895 | 7.297 | 7.525 | 7.705 | 7.535 |
| Des de 1962: població sense dobles comptes |       |       |       |       |       |

## Administració
| Període   | Identitat           | Partit        |
| --------- | ------------------- | ------------- |
| 1977-1983 | Claude Yvenat       | PS            |
| 1983-1989 | Jean-Jacques Fabien |               |
| 1989-2008 | Jean Cornec         | Divers gauche |
| 2008-     | Daniel Moysan       |               |

## Agermanaments
- Sligo (Sluigeach)